# Soesterberg
Soesterberg is een dorp in het noordoosten van de Nederlandse provincie  Utrecht gelegen tussen de plaatsen Amersfoort, Zeist en Soest. Het maakt deel uit van de gemeente Soest. Op 1 januari 2023 telde het dorp 7.535 inwoners. Soesterberg ligt tussen de provinciale weg Amersfoort-Utrecht (N237) en de autosnelweg A28.

## Herkomst van de naam
Het eerste deel van de naam is afgeleid van het ruim 5 kilometer noordelijker gelegen dorp Soest, waarvan de ingezetenen volgens oud gebruik hun schapen weidden op de heide waar Soesterberg is ontstaan. De toevoeging 'berg' dankt het dorp aan de Utrechtse Heuvelrug, waarover de weg naar Soest loopt, even ten westen van De Stompert, een heuvel van ruim 50 m hoog die vroeger ook wel de Soesterberg werd genoemd. Tussen Soesterberg en Soest liggen het dorp Soestduinen en de Soester Duinen.

## Geschiedenis

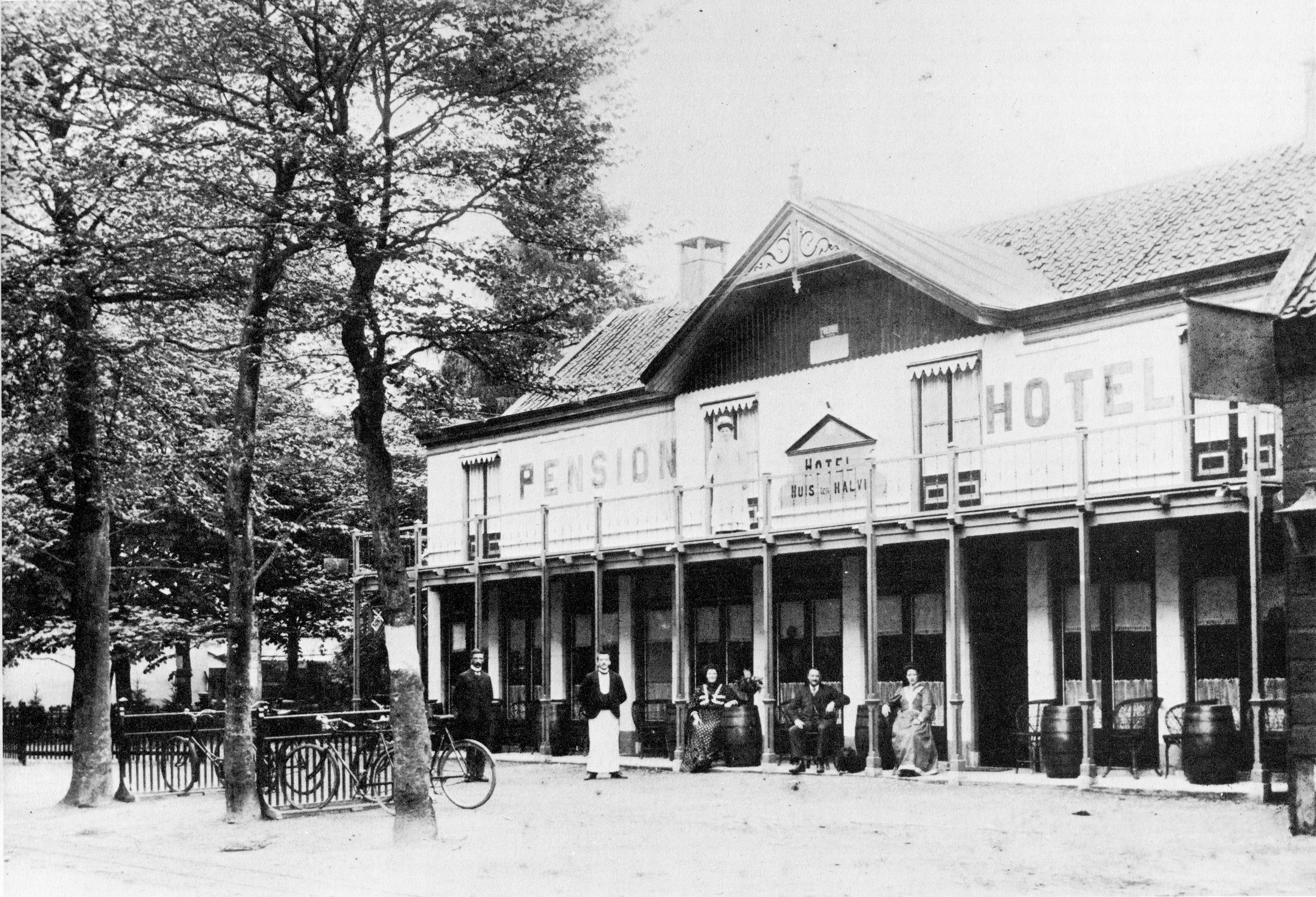
Herberg 'Huis ten Halve' omstreeks 1900, in 1980 brandde het gebouw geheel af

Het dorp ontstond rond het kruispunt van de Amersfoortseweg (de latere N237) tussen Utrecht en Amersfoort en de oude Postweg van Amsterdam naar Arnhem. Vanouds werd de herberg op dat kruispunt, het Huis ten Halve (halverwege Amsterdam en Arnhem), bevoorraad vanuit Soest. Het dorp kwam bekend te staan als Den Bergh. In 1837 veranderde dat, toen het bij Koninklijk besluit de naam Soesterberg kreeg. In datzelfde jaar kreeg het dorp zijn eerste geestelijke, pastoor L. Rademaker (1795-1872). Hij kende de koningen Willem I en II persoonlijk en wist van hen veel geld te krijgen voor de bouw van een kerk. Ook deed hij veel voor de naamsbekendheid van Soesterberg.

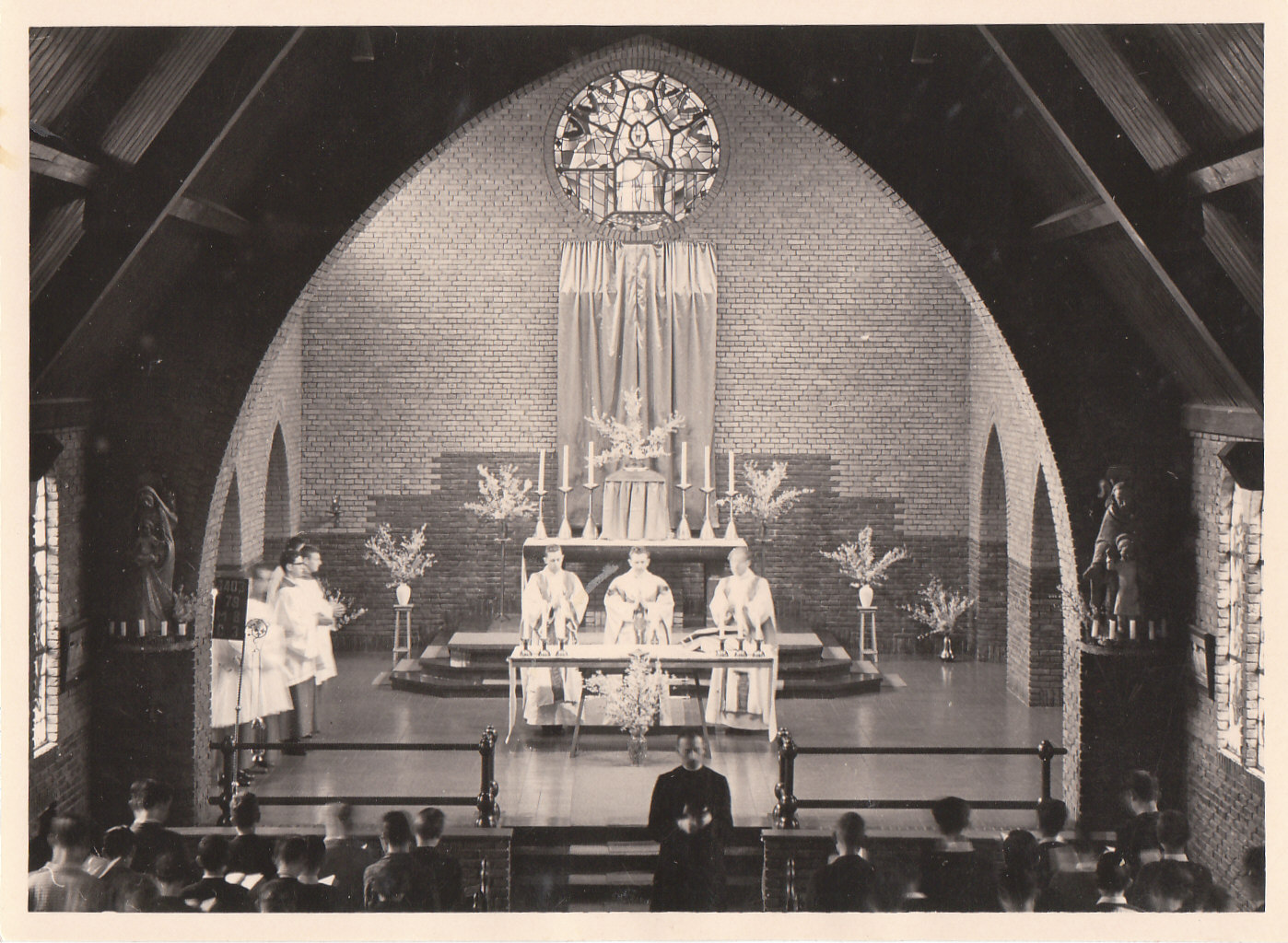
De kapel van het missiehuis St. Jan in Soesterberg (ca.1959)

### Missiehuis St. Jan en Cenakel
In de 19e eeuw verkocht eigenaar P.A.C. de Haan Hugenholtz de buitenplaats 'Hoog en Wel' aan de dames Van der Wiel, die het als pension 'Eikenhorst' exploiteerden. In 1920 werd het in gebruik genomen als missiehuis 'St. Jan', een kleinseminarie van de Missionarissen van Steyl. In 1959 werd het oude landhuis afgebroken en verhuisde de instelling naar een missiehuis te Deurne. Op het terrein was verder in 1939 door architect J. Franssen voor de congregatie van de Dienaressen van de Heilige Geest van de Altijddurende Aanbidding het Cenakel, een zusterklooster, gebouwd. Na de afbraak van het oorspronkelijke landhuis werd het in 1959 uitgebreid met een nieuwe rechtervleugel. In 1999 verhuisden de zusters naar Utrecht. Het gebouw werd aangekocht door de stichting Kontakt der Kontinenten en verbouwd tot een conferentiecentrum.

### Vliegbasis

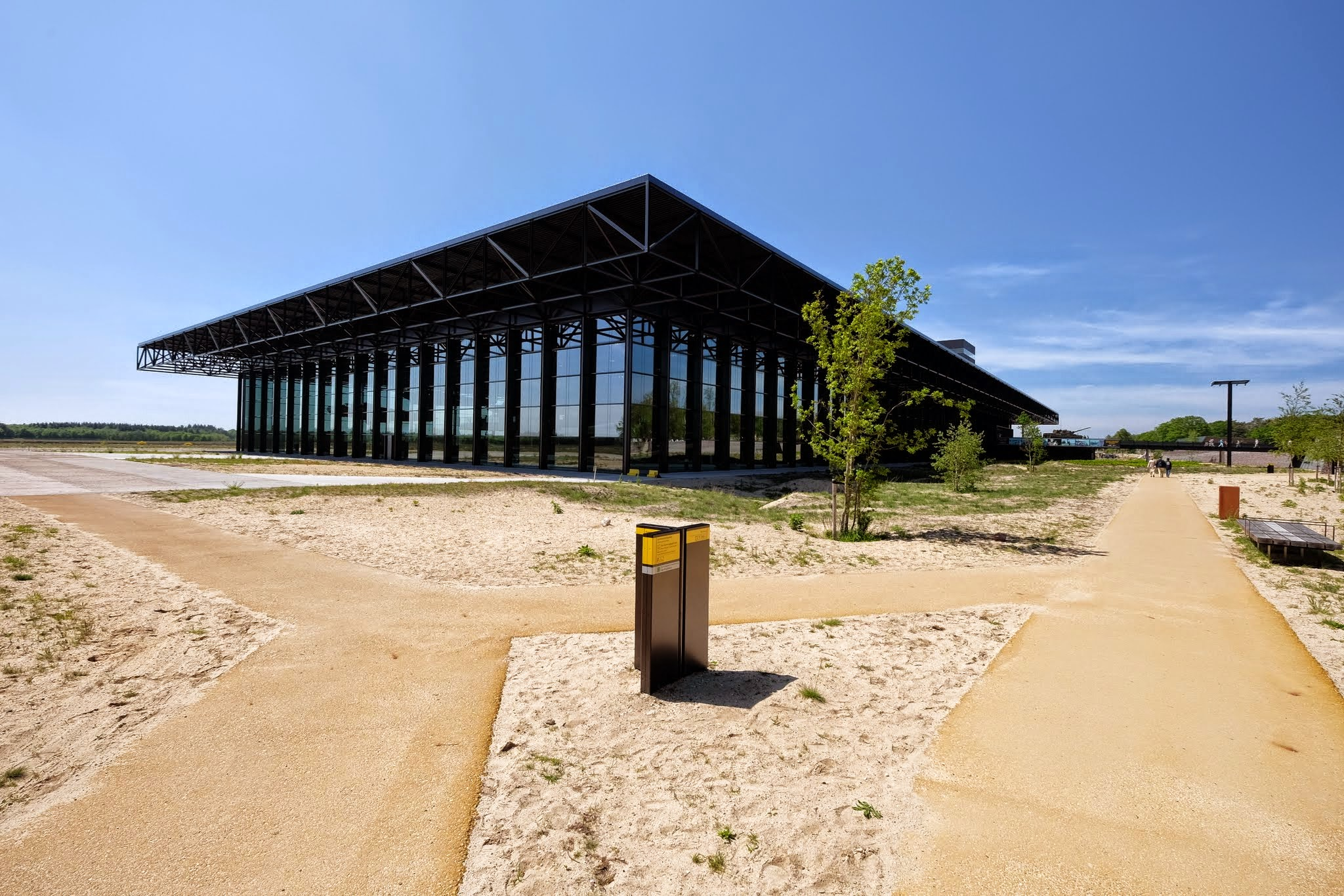
Nationaal Militair Museum op de voormalige vliegbasis

Ten noorden van het dorp Soesterberg lag tot het begin van de twintigste eeuw een heideveld; dit heideveld lag op een nagenoeg vlakke waaier van zand en grind die uitgespoeld was tijdens het Saalien, de voorlaatste ijstijd. Deze vlakte wordt door geomorfologen wel aangeduid als de sandr van Soesterberg. In 1910 vroegen enkele ondernemers, Lugard en Verwey, toestemming om een deel van die heide te mogen gebruiken als start- en landingsplaats voor hun bedrijf voor vliegtuigen. Na bijna twee jaar ging hun onderneming failliet. De vliegheide bleef in gebruik, onder andere door enkele officieren van de Landmacht die door Lugard en Verwey waren opgeleid als vliegenier. In 1913 werd de Luchtvaartafdeeling van de Koninklijke Landmacht opgericht. Het vliegveld werd vliegbasis Soesterberg. De basis trok veel belangstelling en het dorp groeide snel. In de Eerste Wereldoorlog werden in het 'Kamp van Zeist' enkele tienduizenden Belgen opgevangen die vanwege de oorlog uit hun land waren gevlucht.
Na de Tweede Wereldoorlog werd de vliegbasis Soesterberg aangewezen als NAVO-basis, vanaf 1954 werden er Amerikaanse militairen gestationeerd, waarbij het Amerikaanse deel bekend stond als 'Camp New Amsterdam'. Voor hen werd een eigen woonwijk, Apollo genaamd, gebouwd. In de jaren tachtig waren er regelmatig vredesacties nabij de vliegbasis tegen de kernbewapening, zo werd de basis in 1984 door circa 5000 demonstranten symbolisch omsingeld. Na het einde van de Koude Oorlog, in 1994, vertrokken de Amerikanen. In een gedeelte van het Kamp van Zeist werd het Militaire Luchtvaart Museum gehuisvest, en in een ander gedeelte werd eind vorige eeuw tijdelijk een Schots gerechtshof gevestigd voor de berechting van verdachten in verband met de Lockerbie-zaak. In 2003 werd dat laatste gedeelte verbouwd tot een gevangenis waar onder meer illegalen die Nederland niet willen of kunnen verlaten en bolletjesslikkers worden gedetineerd.

### Rijkssnelweg
In 1973 werd de toenmalige rijksweg Amersfoort-Utrecht om de dorpskern heen geleid. In 1986 werd de autosnelweg A28 geopend, langs de zuidkant van Soesterberg.

## Onderwijs

### Peuterspeelzaal
- Peuterspeelzaal de Pruttelpot (onderdeel van Stg. Kindercentra Soest)
- Peuterspeelzaal de Helikopter (In de Chr. Basisschool de Postiljon)

### Basisonderwijs
- OBS de Startbaan
- R.K. Basisschool St. Carolus
- Chr. Basisschool de Postiljon

## Sport
- Badmintonvereniging Badso
- Karatevereniging Dojo Kuro
- Voetbalvereniging VV 't Vliegdorp.
- Basketbalteam The Pirates
- Volleybalvereniging A.G.A.V.S.
- Tennisvereniging LTV Soesterberg
- Skicentrum Soesterberg

## Geboren
- Sascha van Zelst (1995), voetbalster
- Famke Boonstra (2001), volleybalster

## Fotogalerij

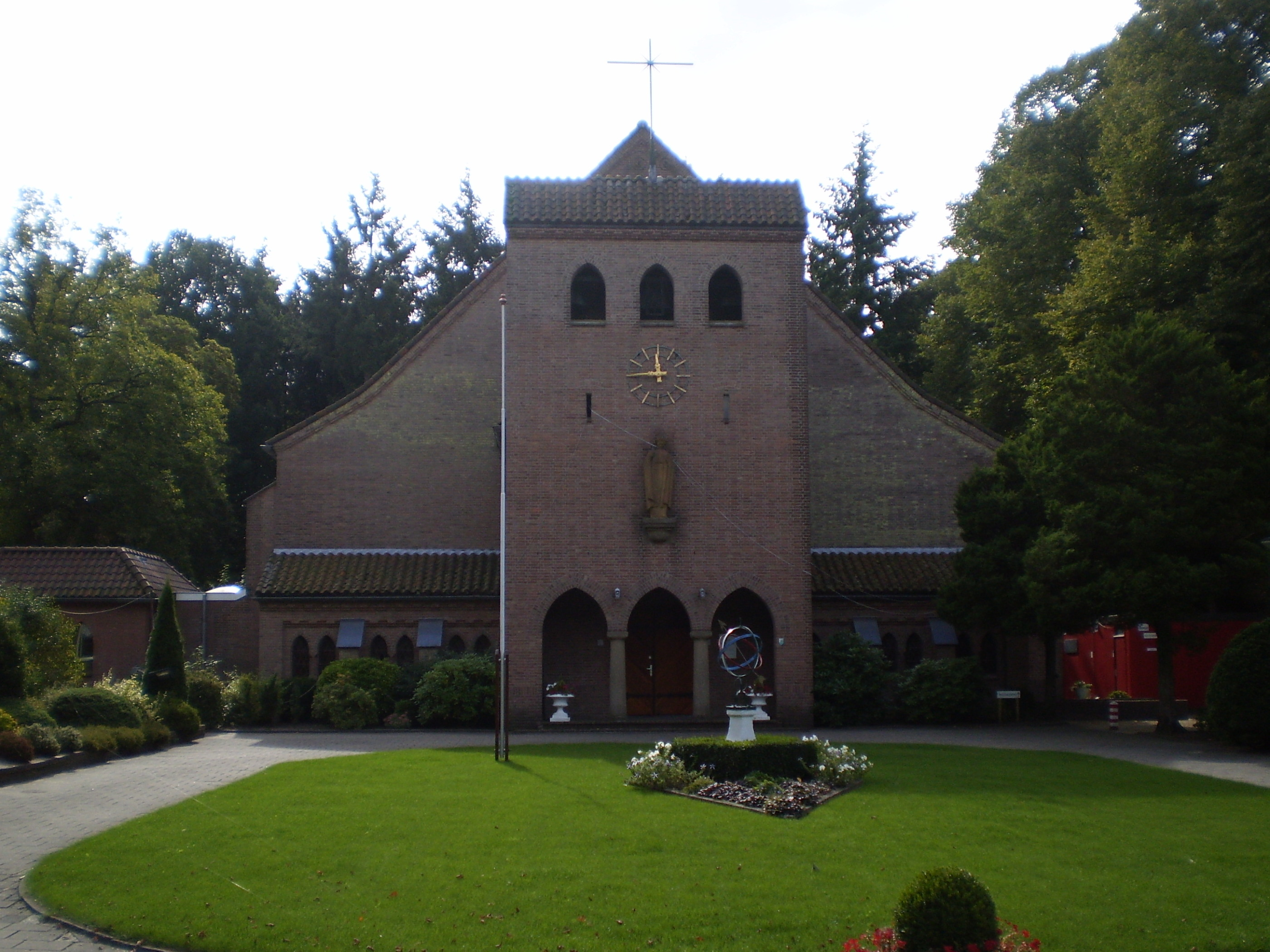
Carolus Borromeüskerk
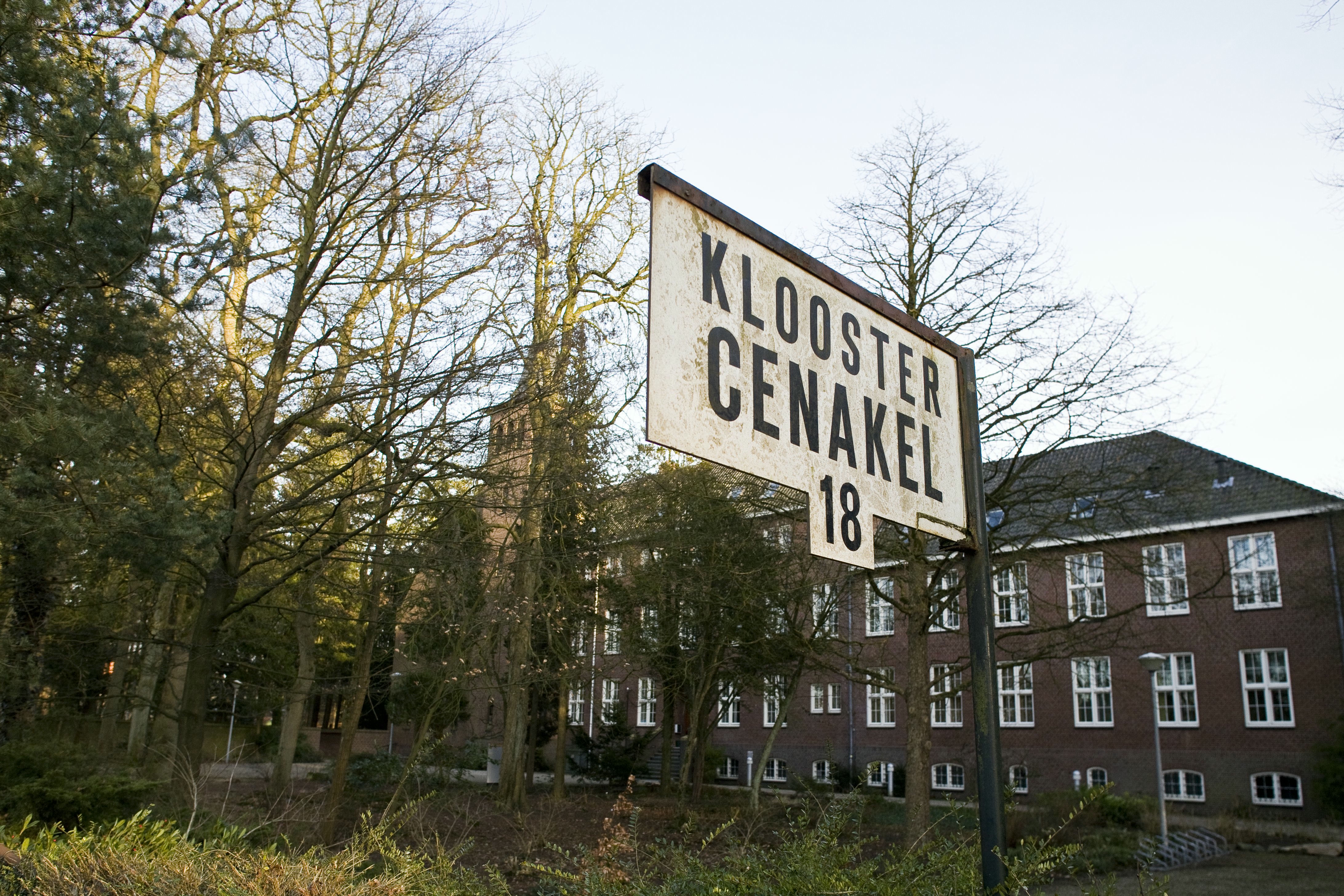
Voormalig Slotklooster Cenakel
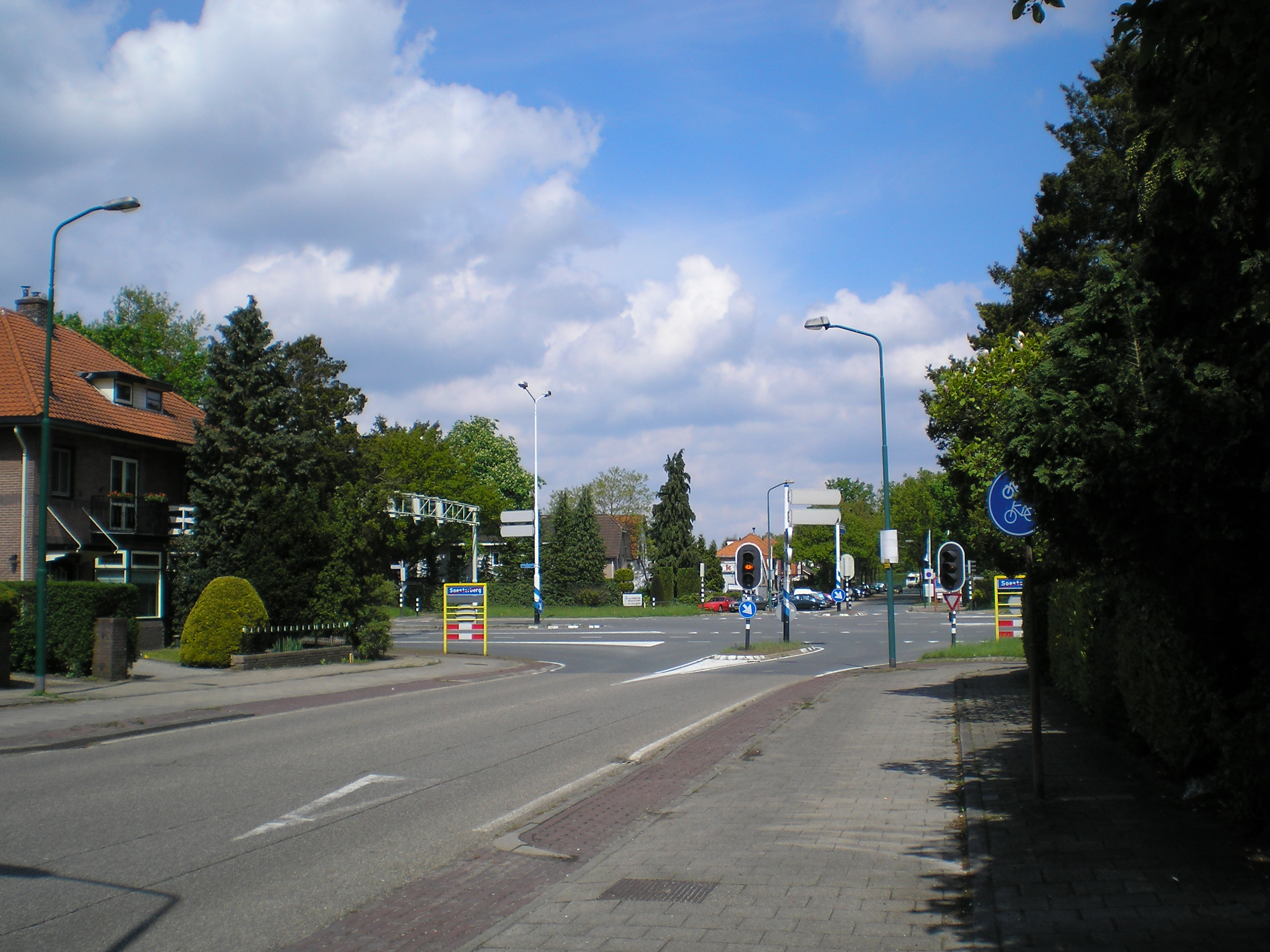
Veldmaarschalk Montgomeryweg voor aanleg van de tunnel in 2016